# Rolandsäule (Drosendorf)

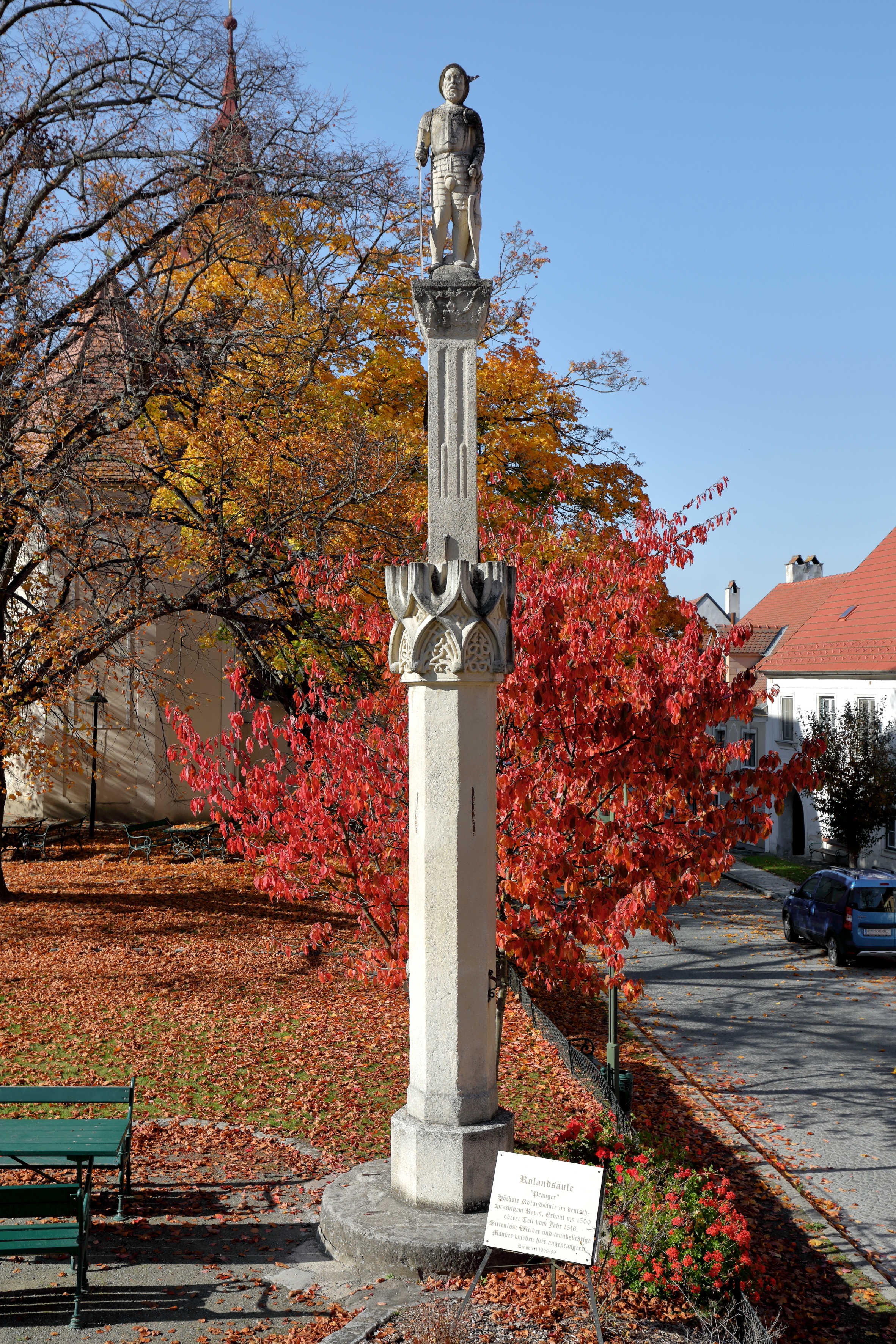
Die Rolandsäule in Drosendorf

Die Rolandsäule, auch als Prangersäule bezeichnet, steht ostseitig der Martinskirche am Hauptplatz in Drosendorf, einem Ortsteil der niederösterreichischen Stadt Drosendorf-Zissersdorf im Bezirk Horn.

## Beschreibung
Allgemein
Die zweistufige Säule ist mit rund 7 Meter Höhe die höchste Rolandsäule im deutschsprachigen Raum. Der Unterteil ist ein Pranger in Form einer achteckigen Säule und wurde Anfang oder Mitte des 16. Jahrhunderts errichtet. Dem aufgesetzt ist eine quadratische Säule, die von einer Rolandstatue, ein Sinnbild der Stadtrechte, bekrönt ist und aus dem Jahr 1616 stammt. 1998/99 erfolgte eine umfassende Restaurierung der Säule, dabei wurden unter anderem die abhandengekommenen Teile der Rolandfigur (rechter Arm, ein Schwert und eine Hutfeder) ergänzt.
Pranger (unterer Teil)
Auf einer runden Sockelplatte fußt eine achtseitige Säule mit einer zweistufig vorragenden, achteckigen Basis. Den Abschluss des Säulenschaftes bildet ein Kapitell mit zwei Kielbogenkränzen, wobei der untere mit spätgotischem Maßwerk ausgeführt ist. Auf einer Höhe von rund 1,5 Meter ist südwestseitig am Schaft ein Bagstein mit Kette und Ring (Halsring zum Umhängen) angebracht und nordostseitig eiserne Handfesseln bzw. Handschellen.
Rolandsäule (oberer Teil)
Auf dem Kielbogenkapitell steht ein kleinerer vierkantiger Pfeiler mit Längsnuten und einem nach oben verbreitenden Kapitell mit ornamentartiger Verzierung. Auf diesem steht eine rund 1,6 m große Sandstein-Rolandstatue, ein bärtiger Mann mit Helm und Rüstung. Seine rechte Hand ist auf ein eisernes Richtschwert gestützt, die linke hält den an den Fuß gelehnten Schild mit dem Stadtwappen.
Angefertigt wurde die Steinfigur von dem Steinmetz Gregor Mägerl, nachdem der Rat der Stadt am 24. Februar 1616 beschloss, den durch einen 'großen Sturmbwindt' herab geworfenen 'stainin man' zu erneuern. Vermutlich wurde dabei auch der Vierkantpfeiler erneuert, der stilmäßig nicht zum gotischen unteren Teil passt.